# Heinrich von der Hude

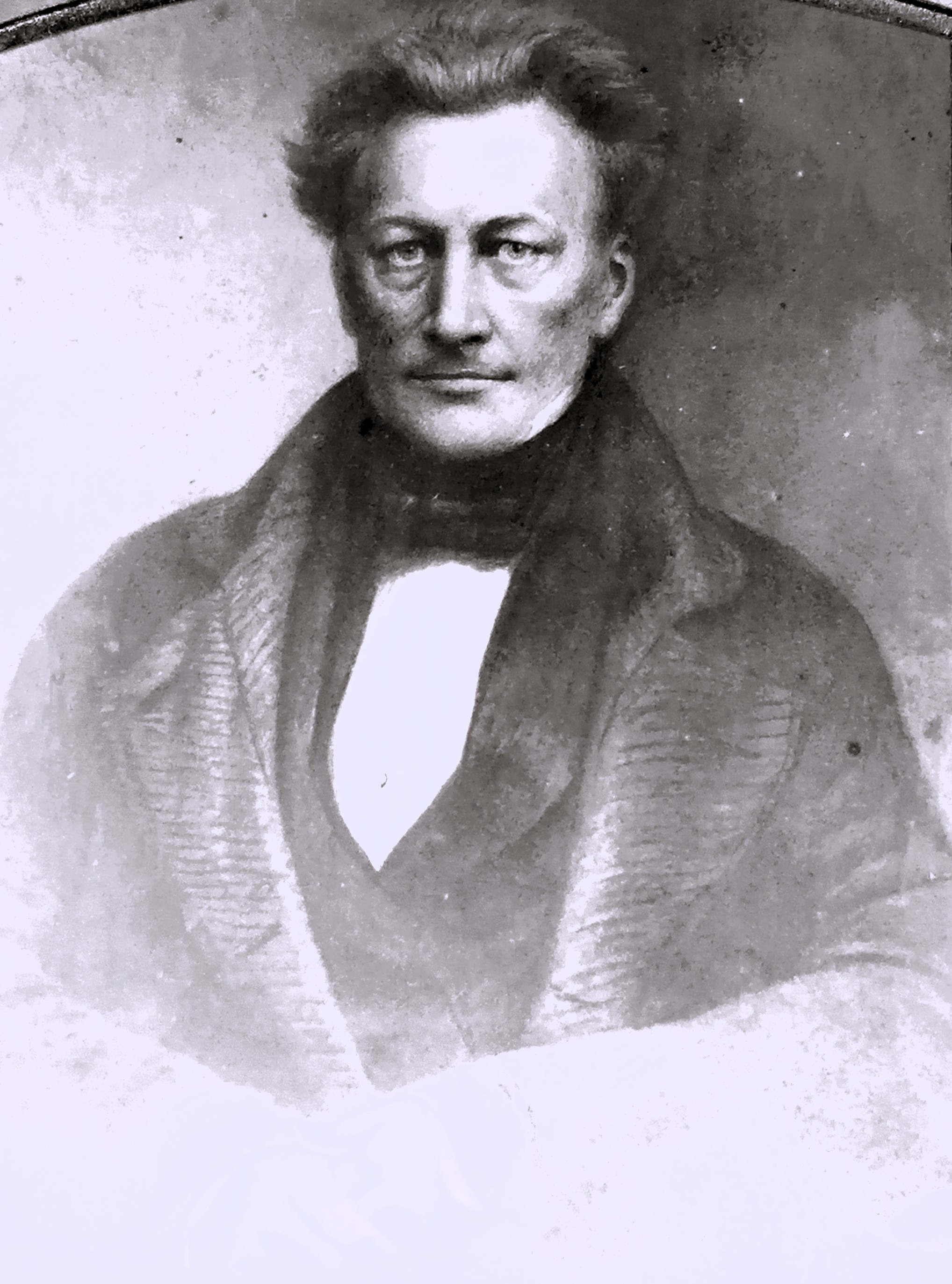
Heinrich von der Hude

Heinrich von der Hude (* 2. Februar 1798 in Lübeck; † 20. März 1853 ebenda) war Syndicus und Senator der Hansestadt Lübeck.

## Leben
Heinrich von der Hude war Sohn des Pastors an der Lübecker Marienkirche Bernhard Heinrich von der Hude (1768–1828). Sein jüngerer Bruder war der Lübecker Senator Hermann von der Hude.
Unmittelbar nach seiner Konfirmation im Herbst 1813 unterbrach er seinen Schulbesuch auf dem Katharineum zu Lübeck  und schloss sich bis 1815 der Hanseatischen Legion an, mit der er als Ordonnanzjäger bis nach Paris kam. Ab 1816 studierte Rechtswissenschaften an den Universitäten Göttingen, Berlin und Jena. In Jena war er 1819 zusammen mit dem ebenfalls aus Lübeck stammenden Theologen Johann Joachim Christian Zerrenner Vorsteher der Urburschenschaft. In Göttingen Schüler von Georg Arnold Heise und in Berlin von Friedrich Carl von Savigny, schloss er sich der Historischen Rechtsschule an.
Als promovierter Jurist kehrte von der Hude nach Lübeck zurück und war zunächst ab 1820 als Prokurator am Oberappellationsgericht der vier Freien Städte, sodann von 1821 bis 1823 als Landgerichtsprokurator und ab 1824 als Niedergerichtsprokurator. Der Rat der Stadt erwählte von der Hude am 31. Januar 1844 zum Dritten Syndicus der Stadt. Infolge der Lübecker Verfassungsreform von 1851 wurde er mit Erlöschen des Lübecker Syndikats am 3. Januar 1852 zum Senator der Hansestadt.
Heinrich von der Hude war von 1839 bis 1842 Direktor der Gesellschaft zur Beförderung gemeinnütziger Tätigkeit in Lübeck. Von 1842 bis 1844 war er als Obristlieutenant Kommandeur der Lübecker Bürgergarde.
Er war verheiratet mit Pauline, geb. Platzmann, Tochter des Kaufmanns Conrad Platzmann (1775–1838).